# Kabuki
El kabuki (歌舞伎) és una forma de teatre japonès tradicional. Els caràcters kanji individuals, llegits d'esquerra a dreta, signifiquen cantar (歌 ka), ballar (舞 bu), i habilitat (伎 ki). Sovint es tradueix kabuki com «l'art de cantar i ballar». Existeixen tanmateix caràcters ateji que no reflecteixen l'etimologia actual, i la paraula kabuki es creu que en realitat deriva del verb kabuku, que significa «inclinar-se» o «ser fora de l'ordinari», de manera que el significat de kabuki pot ser interpretat també com a teatre experimental o estrany.

## 1603 - 29: kabuki femení

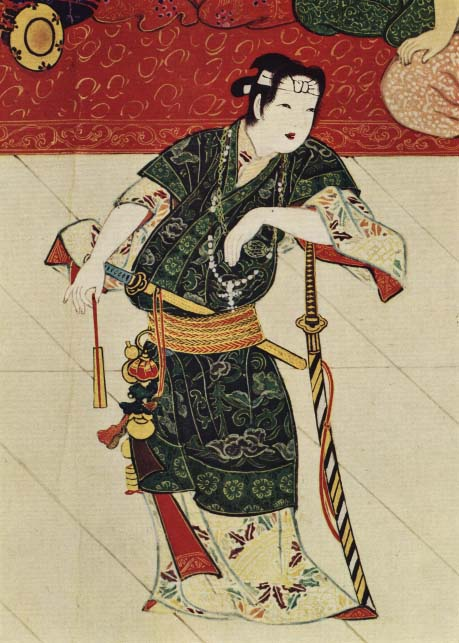
La fundadora del Kabuki Izumo no Okuni, portant una katana i una creu cristiana.

La història del kabuki va començar el 1603, quan Izumo no Okuni, una miko d'Izumo Taisha, va començar a realitzar un nou estil de dansa dramàtica a les vores seques del riu Kioto. Les executants femenines interpretaven tant els papers femenins com els masculins representant situacions còmiques de la vida quotidiana.
Aquest estil es va fer popular molt ràpidament, i ben aviat se li va demanar a Okuni que fes la seva interpretació davant la Cort Imperial. Després d'un èxit tan rotund, no van trigar a aparèixer rivals, i el kabuki va néixer com un conjunt de drama i dansa executat per dones, una forma molt diferent a la dels nostres dies.
En aquest període moltes de les actuacions arribaven a tenir un caràcter indecent: les actrius estaven disponibles per a la prostitució, i els membres masculins del públic podien requerir lliurement els serveis d'aquestes dones. Per aquesta raó, durant el període Edo el kabuki s'escrivia també amb els caràcters 歌舞妓 (prostituta, cantant i ballarina).

## 1629 - 52: kabuki amb actors joves
L'atmosfera escandalosa, i en alguns moments violenta, de les actrius de kabuki va atreure l'atenció del shogunat Tokugawa, i el 1629 les dones van ser expulsades dels escenaris per mirar de protegir la moral pública. Alguns historiadors suggereixen que el govern estava preocupat perquè la popularitat del kabuki dramatitzava la vida quotidiana en comptes de lloar el passat heroic i donava a conèixer diversos escàndols, alguns dels quals involucraven oficials del govern.

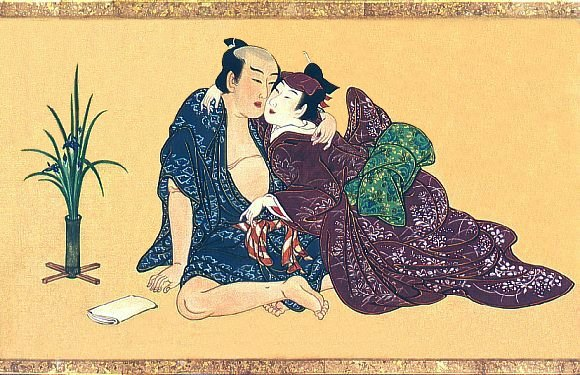
Romanç entre un home i una jove, probablement un actor kabuki. Kakemono de Miyagawa Issho.

Com que el kabuki era tan popular, actors joves masculins van ocupar el lloc de les dones. Amb el canvi dels executants, també es va modificar el caràcter de la interpretació, centrada més en el drama que en la dansa. Aquestes actuacions van resultar igualment obscenes, i molts actors estaven també disponibles per a la prostitució. Les audiències s'esvalotaven sovint i de tant en tant hi havia baralles, de vegades per demanar els favors d'un atractiu actor. El 1652 el shogunat també prohibí les actuacions d'aquests joves actors.

## 1653: kabuki amb homes madurs
Des de 1653, només els homes madurs podien fer kabuki, i l'espectacle es va convertir en una forma sofisticada i altament estilitzada anomenada yarō kabuki (野郎歌舞伎) ("Kabuki d'homes"). Aquesta metamorfosi de l'estil estava molt influenciada pel teatre còmic kyōgen (狂言), que va ser molt popular. Avui dia el "yarō" ha decaigut, però no va ser fins fa poc que els rols interpretats en el kabuki eren executats només per homes. Els actors que s'especialitzaven a interpretar papers de dones eren coneguts com a onnagata o oyama (ambdós s'escriuen 女形). Els onnagata habitualment formaven part de famílies especialitzades en aquest estil. Hi havia dos grans estils d'actuació: l’aragoto (荒事, estil brusc) i el wagoto (和事, estil suau).

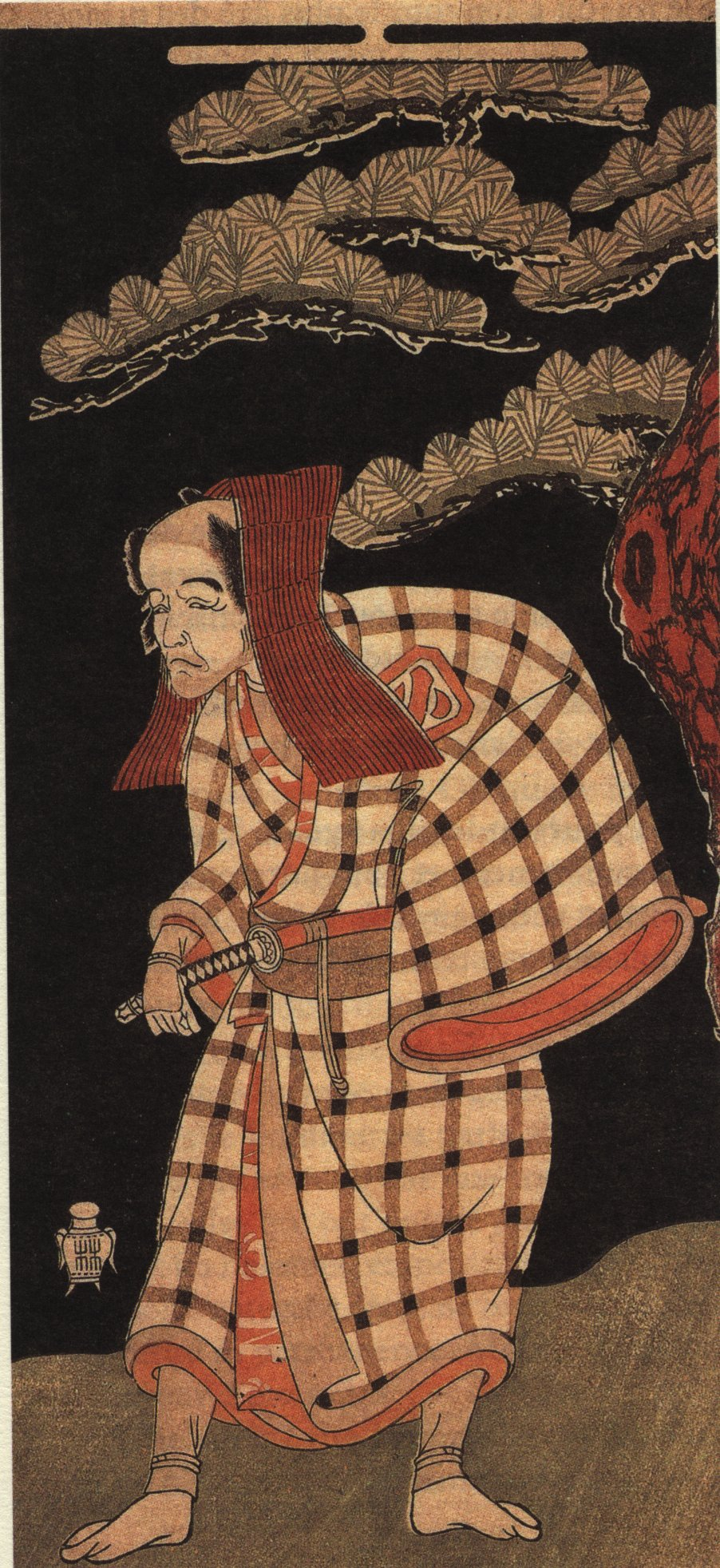
Actor Kabuki, per Shunsho Katsukawa (1726-1792)

## 1673 - 1735: el període Genroku
Durant el període Genroku el kabuki va prosperar. Els locals on es duien a terme les funcions kabuki van ser formalitzats, així com molts altres elements d'estilització; per exemple, es van determinar els diferents tipus de personatges convencionals.
Durant aquest període van confluir els teatres kabuki i ningyō jōruri (人形浄瑠璃), la forma elaborada del teatre de titelles que després es va donar a conèixer com a bunraku. Cada un va influir en el desenvolupament de l'altre.
El famós dramaturg Monzaemon Chikamatsu, un dels primers dramaturgs professionals del kabuki, va realitzar diversos treballs influents, encara que la seva peça més coneguda, "Els amants suïcides de Sonezaki" (Sonezaki Shinjū o 曾根崎心中), va ser escrita per executar-se en el bunraku. Com moltes obres bunraku, tanmateix, aquesta va ser adaptada al kabuki, i va trobar molts imitadors. Aquesta i altres obres van influir en la gent generant suïcidis en la vida real, i per això el govern va prohibir el 1723 els shinju mono, obres sobre suïcidis de dos amants. A Ichikawa Danjuro, que també va viure en aquest període, se li atribueix el desenvolupament de les positures mie i el maquillatge kumadori, que s'assembla a una màscara.
A mitjan segle xviii, el kabuki va deixar de ser l'espectacle més popular, i el bunraku va prendre el seu lloc com la primera forma d'entreteniment entre les classes socials baixes. Això es va deure en gran part a l'aparició de bons dramaturgs de bunraku. El kabuki va quedar estancat fins a la fi del segle, quan va tornar a ressorgir.

## El kabuki després de la Restauració Meiji

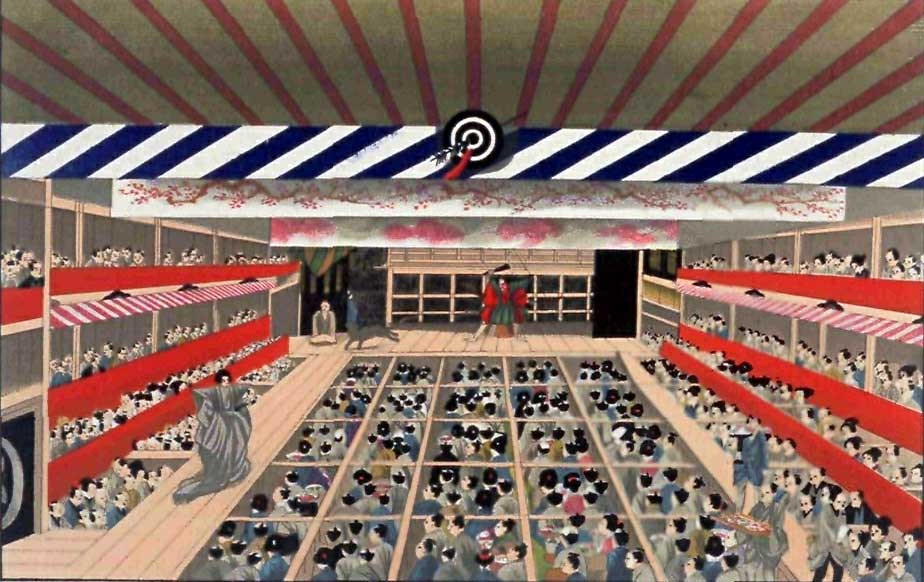
Una funció Kabuki (1860).

L'enorme canvi cultural que va començar el 1868 després de la caiguda del shogunat Tokugawa, l'eliminació de la classe samurai, i l'obertura del Japó cap als productes i idees d'Occident van contribuir a encendre l'espurna que va marcar el ressorgiment del kabuki. Mentre que la cultura lluitava per adaptar-se als nous temps, els actors es van esforçar per augmentar la reputació del kabuki entre les classes altes i adaptar els estils tradicionals als gustos moderns.
Molts teatres kabuki van ser destruïts pels bombardeigs durant la Segona Guerra Mundial, i durant la postguerra les forces d'ocupació van prohibir esporàdicament els espectacles de kabuki. Tanmateix, l'any 1974 es va aixecar la prohibició.

## El kabuki en l'actualitat
Al Japó modern, el kabuki continua sent relativament popular; és el més popular dels estils tradicionals de teatre japonès i els seus actors estel·lars apareixen amb freqüència en papers de cinema i televisió. Per exemple, el ben conegut onnagata Bando Tamasaburo V ha aparegut en diversos papers i en diferents obres d'altres estils i en pel·lícules, de vegades interpretant papers femenins.
Algunes companyies teatrals actualment utilitzen actrius per als papers onnagata, i després de la Segona Guerra Mundial es va formar l'Ichikawa Kabuki-za, una companyia de només actrius. El 2003 es va erigir una estàtua d'Okuni a prop del districte de Pontoch, a Kyoto.
El 24 de novembre del 2005 la UNESCO va afegir el kabuki a la llista d'Obres Mestres del Patrimoni Oral i Intangible de la Humanitat.

## Elements del kabuki
El kabuki utilitza una extensió addicional de l'escenari coneguda com a hanamichi (花道), literalment "camí florit", un camí que s'estén fins a l'audiència on es fan les entrades i sortides dramàtiques. Els teatres i escenaris kabuki s'han anat sofisticant tecnològicament, i entre les innovacions es troben les portes i escenaris giratoris, introduïts el segle xviii, millorant en gran manera l'escenografia de les obres kabuki.
En el kabuki, així com en altres execucions d'art japonès, els canvis d'escenografia són a vegades realitzats a la meitat d'escenes, mentre els actors continuen a l'escenari i les cortines es mantenen obertes. Els encarregats d'afegir i treure objectes de l'escenari són coneguts com a kuroko (黒子), i van sempre vestits de negre i són tradicionalment considerats "invisibles".
Existeixen tres categories principals d'obres kabuki: 
- jidaimono (時代物, "històrica", o prehistòries del període Sengoku)
- sewamono (世話物, "domèstica", o post-històries del període Sengoku)
- shosagoto (所作事, peces de dansa).

Algunes característiques importants del teatre kabuki inclouen:
- el mie (見得), en el qual l'actor pren un posat pintoresc per crear el seu personatge
- el kesh, o maquillatge, aporta un element d'estil fàcilment recognoscible fins i tot per aquells que no estan familiaritzats amb aquesta forma d'art. S'utilitza pols d'arròs per crear la base blanca coneguda com a oshiroi, i el kumadori realça o exagera les línies facials per produir animals dramàtics o màscares sobrenaturals per als actors.